# Huanggang Yiku
Huanggang Yiku (kinesiska: 黄港一库) är en reservoar i Kina. Den ligger i storstadsområdetTianjin, i den norradelen av landet, omkring 31 kilometer öster om stadens centrum. Huanggang Yiku ligger 2 meter över havet. Arean är 5,7 kvadratkilometer. Trakten runt Huanggang Yiku består till största delen av jordbruksmark. Den sträcker sig 4,5 kilometer i nord-sydlig riktning, och 2,9 kilometer i öst-västlig riktning.
Genomsnittlig årsnederbörd är 741 millimeter. Den regnigaste månaden är juli, med i genomsnitt 222 mm nederbörd, och den torraste är januari, med 3 mm nederbörd.